# Липовский замок
Липовский замок (пол. Zamek w Lipie) — замок, расположенный на берегу реки Малой Нысы в селе Липа в гмине Болькув Яворского повята Нижнесилезского воеводства.

## История
Замок был построен на рубеже XIII и XIV веков, вероятно, по инициативе одной из силезских рыцарских семей. Скорее всего, изначально он выполнял функции сторожевой башни. В то время здание имело готический вид и состояло из квадратной жилой башни, окруженной застройкой.
Замок строили представители рода Зедлицев: Эрнст (владелец в 1471—1485 гг.), Сигизмунд (владелец в 1500—1520 гг.), его сын Бартель (владелец в 1520—1549 годах).
В XVII веке замок был перестроен в ренессансном стиле.
Очередными владельцами замка были роды фон Рейбницев и фон Нимпчев. После того, как замок утратил свое военное значение, его использовали как склад и источник строительного материала. В 1821 году значительную часть здания была разобрана. В 1834 году замок выкупил граф Рудольф фон Штильфрид-Раттониц, который отреставрировал замок и перестроил его в неоготическом стиле. Последнюю раставрацию замка осуществили в 70-х годах XX века, именно тогда было уничтожено много элементов здания. В наше время уже нет башни, которая формой напоминала башню Болькувского замка, нет ласточкиного хвоста. После национализации замок начал приходить в упадок. Были похищены каменные порталы, готические и ренессансные оконные рамы.

## Галерея

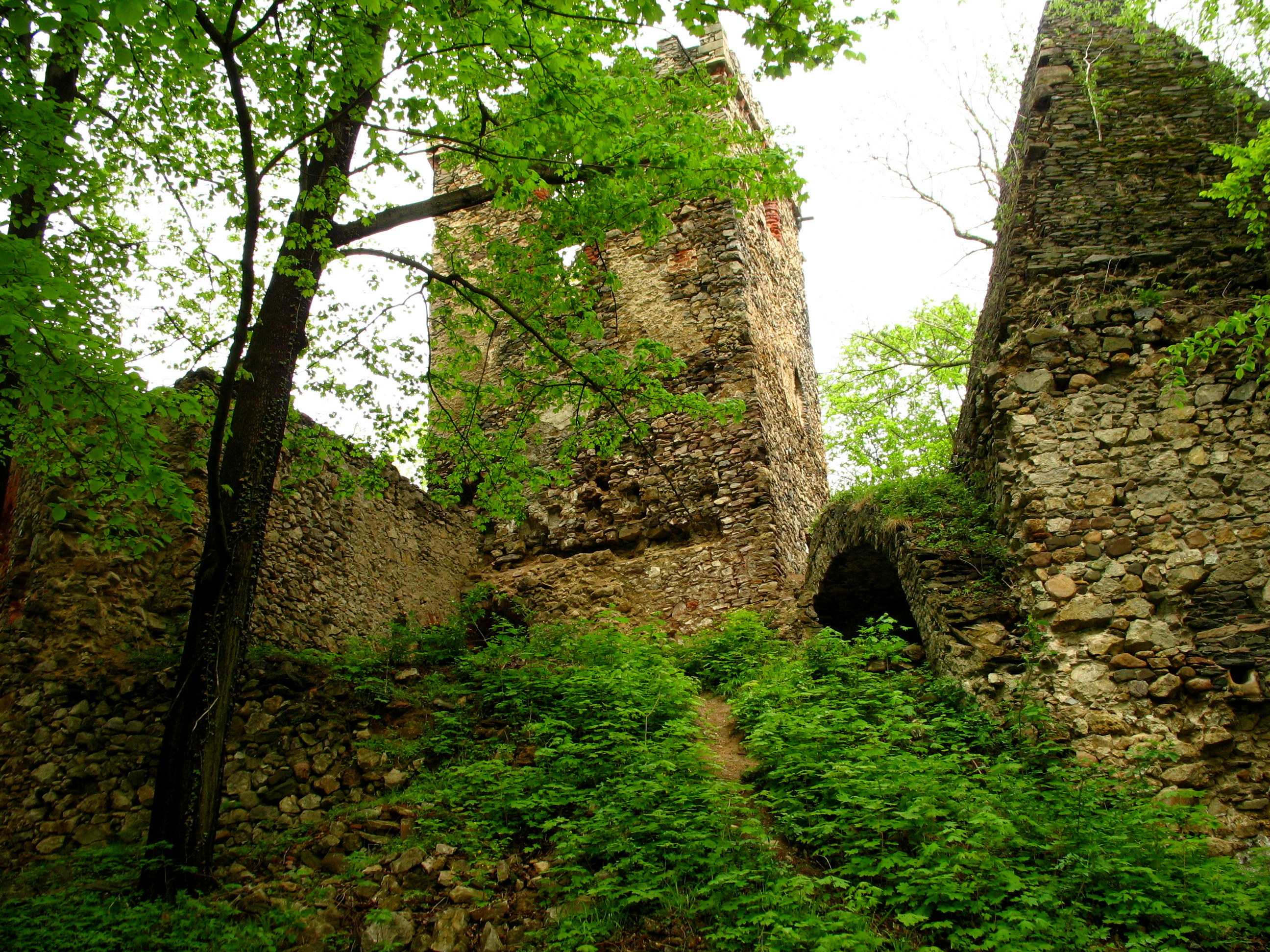
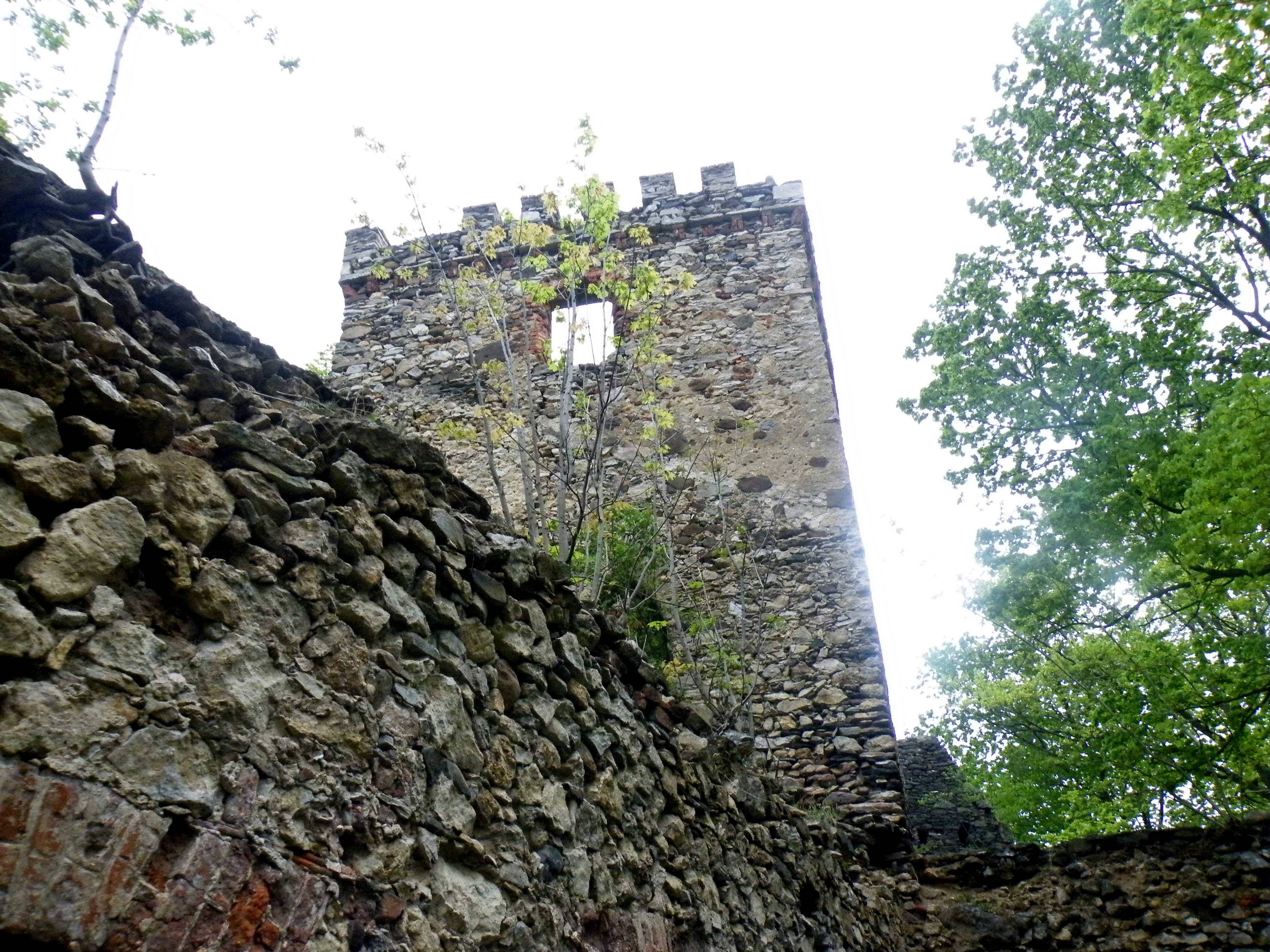
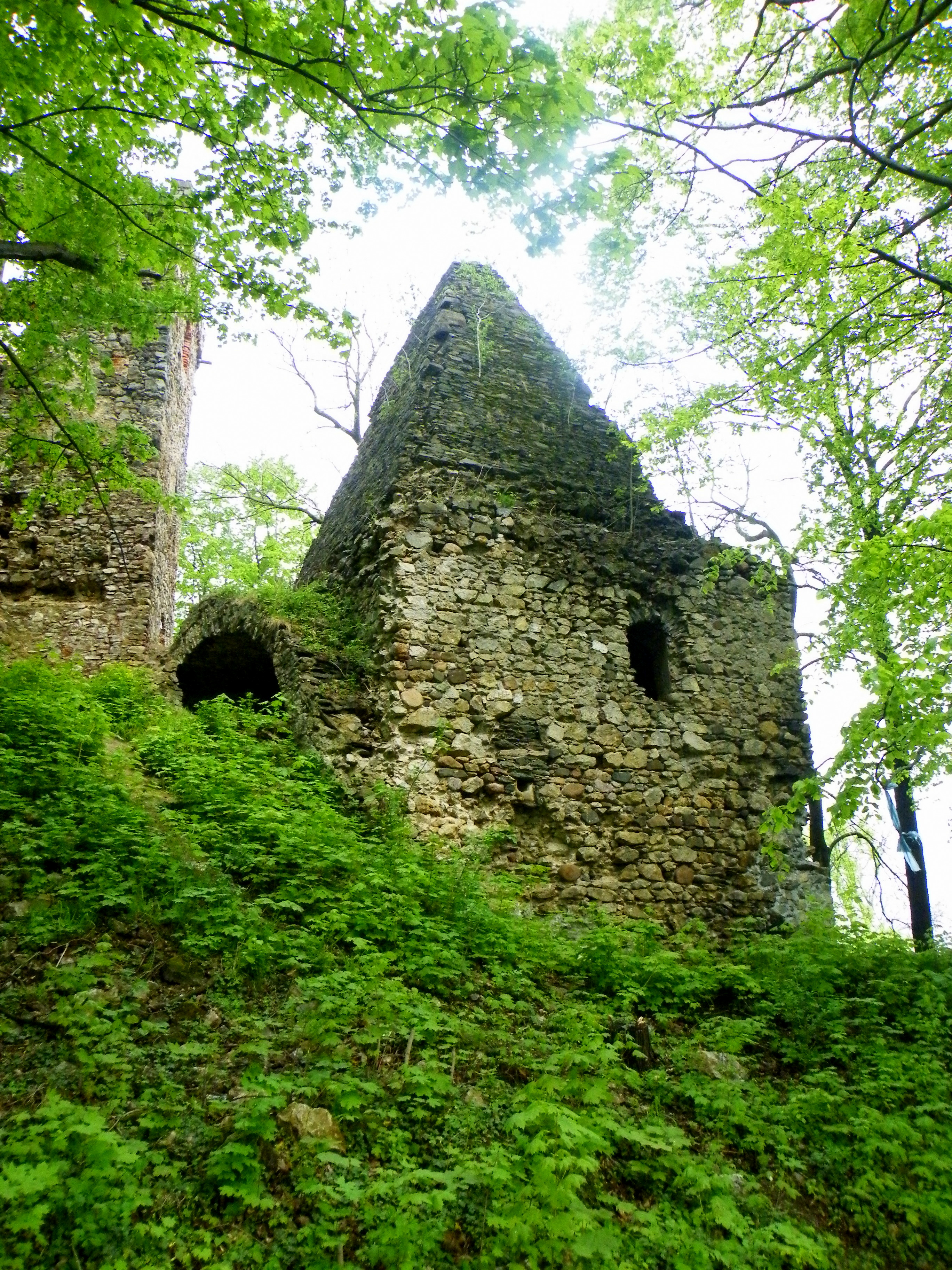